# Cyrtopholis bartholomaei
Cyrtopholis bartholomaei är en spindelart som först beskrevs av Pierre André Latreille 1832.  Cyrtopholis bartholomaei ingår i släktet Cyrtopholis och familjen fågelspindlar. Inga underarter finns listade i Catalogue of Life.